# Borstel in der Kuhle

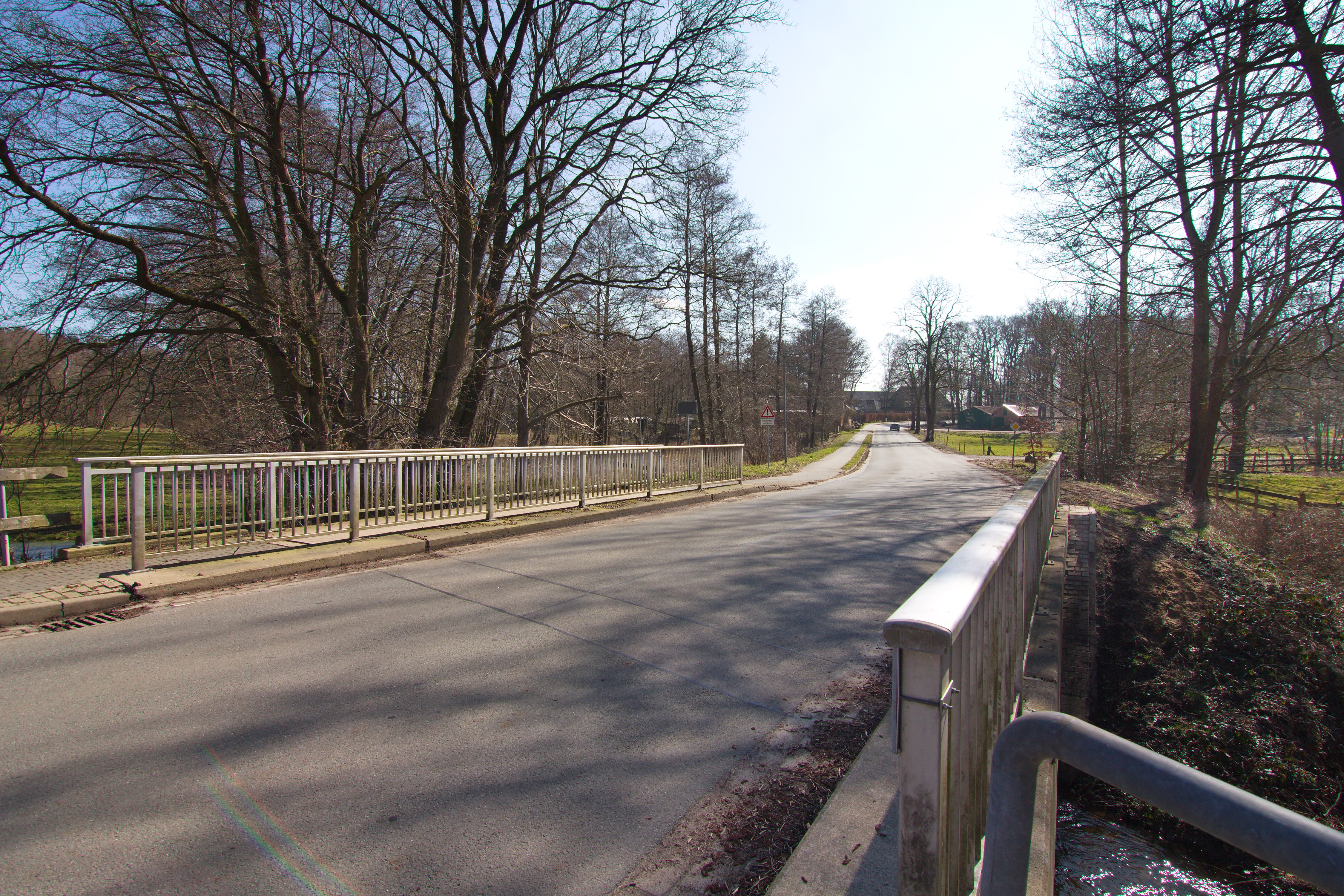
Brunaubrücke

Borstel in der Kuhle ist ein Ortsteil der Gemeinde Bispingen in der Lüneburger Heide im Landkreis Heidekreis in Niedersachsen.

## Geografie
Die Borsteler Kuhlen bezeichnen eine tief zerklüftete Landschaft östlich von Borstel, die von Gletschern der Eiszeit hier geformt wurde. Die sogenannte „Borsteler Schweiz“ bietet besonders reizvolle Heidelandschaften.
Durch den Ort fließt die Brunau, ein 10,3 km langer Nebenfluss der Luhe.

## Geschichte
Der Name des Dorfes Borstel leitet sich von „bûrstal“ ab, was etwa Hausstelle oder Bauernstelle bedeutet.
Erste urkundliche Erwähnung von Borstel findet sich im Jahr 1193, jedoch ist eine wesentlich ältere Besiedlung durch viele Fundstellen von bronzezeitlichen Grabhügeln in der Umgebung des Ortes als gesichert anzunehmen.
Am 1. März 1974 wurde Borstel in der Kuhle in die Gemeinde Bispingen eingegliedert.

## Politik
Ortsvorsteher von Borstel ist Jürgen Fiedler.

## Kultur und Sehenswürdigkeiten
- Östlich von Borstel in der Kuhle findet sich ein von Gletschern der Eiszeit zu einer zerklüfteten Berg- und Tallandschaft geformtes Gebiet. Die so entstandene reizvolle Heidefläche nennt sich auch die Borsteler Schweiz.
- In dem Wäldchen oberhalb des Kuhlengebietes befindet sich das Kulturdenkmal eines urgeschichtlichen Grabhügels aus der älteren Bronzezeit zwischen 2000 und 1600 v. Chr., welches mindestens drei Bestattungen enthält.

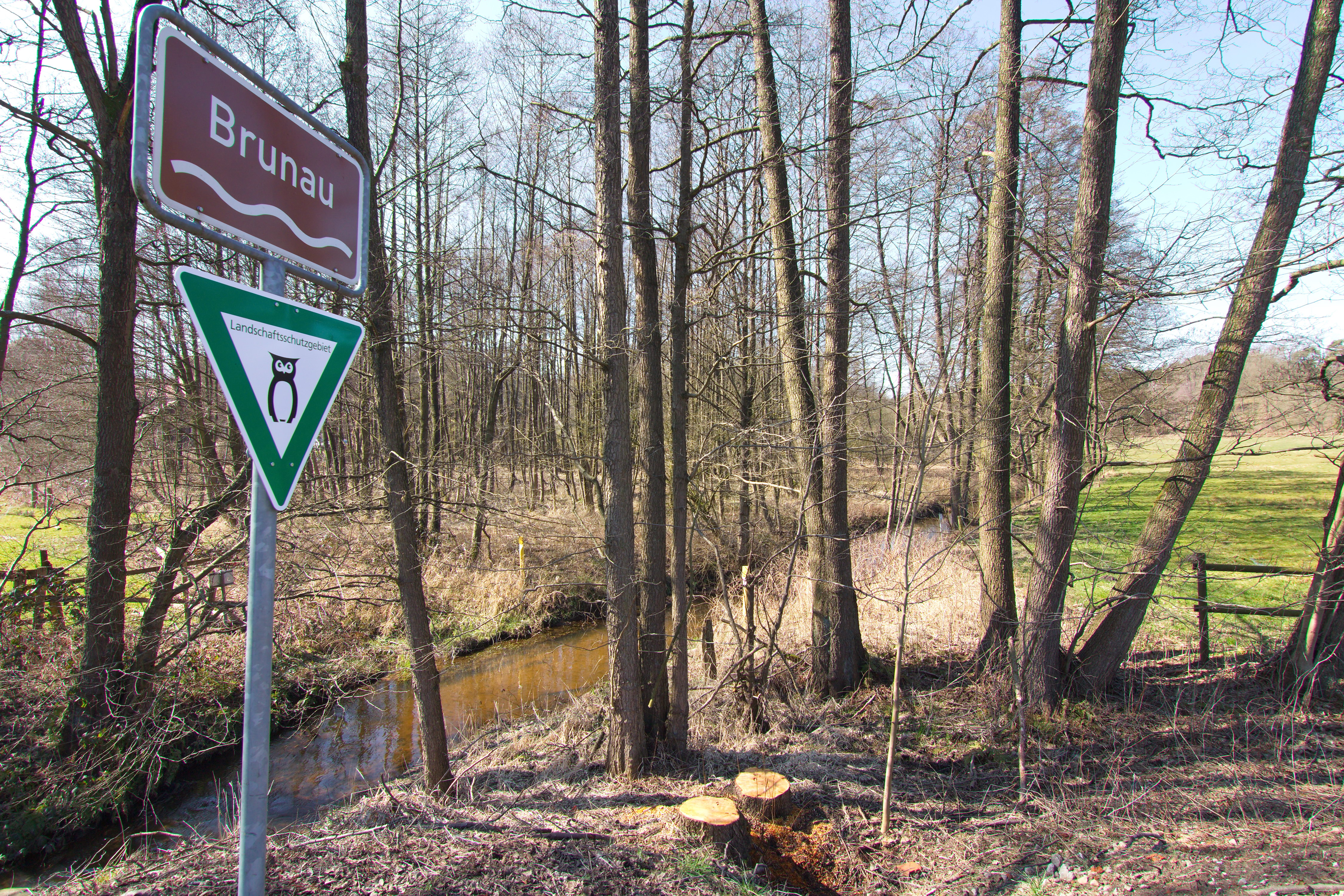
Blick auf die Brunau
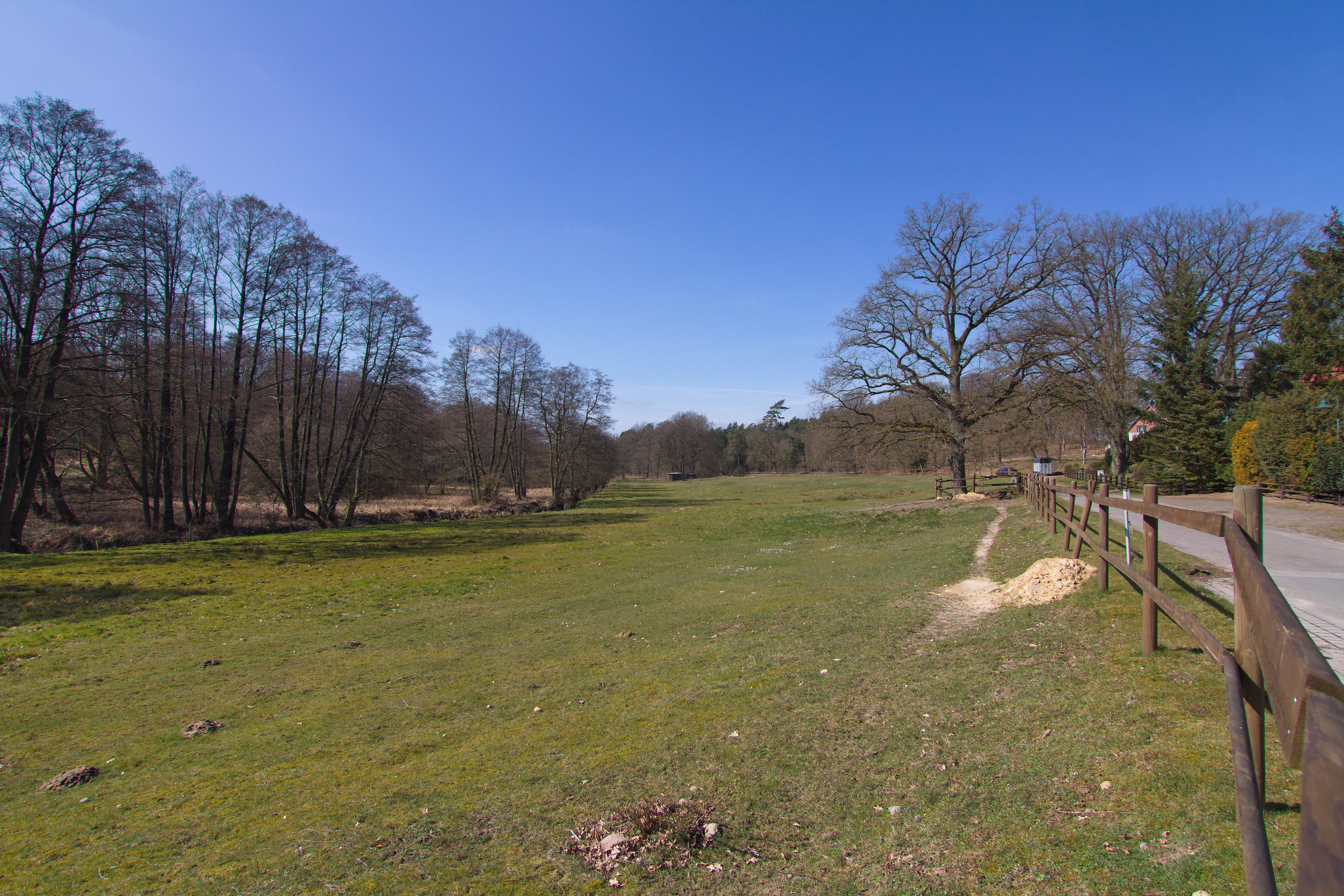
Ortsblick
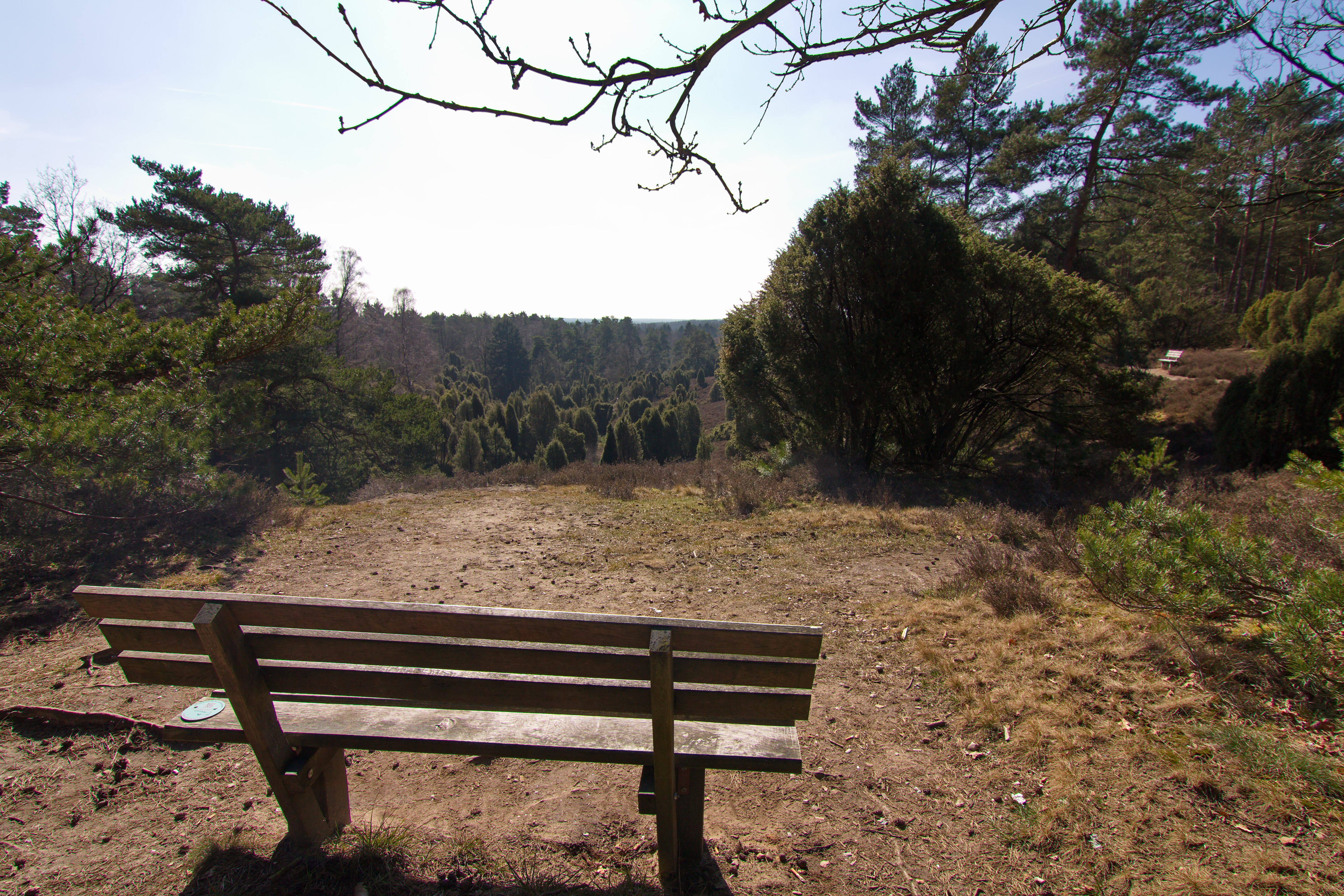
Borsteler Schweiz
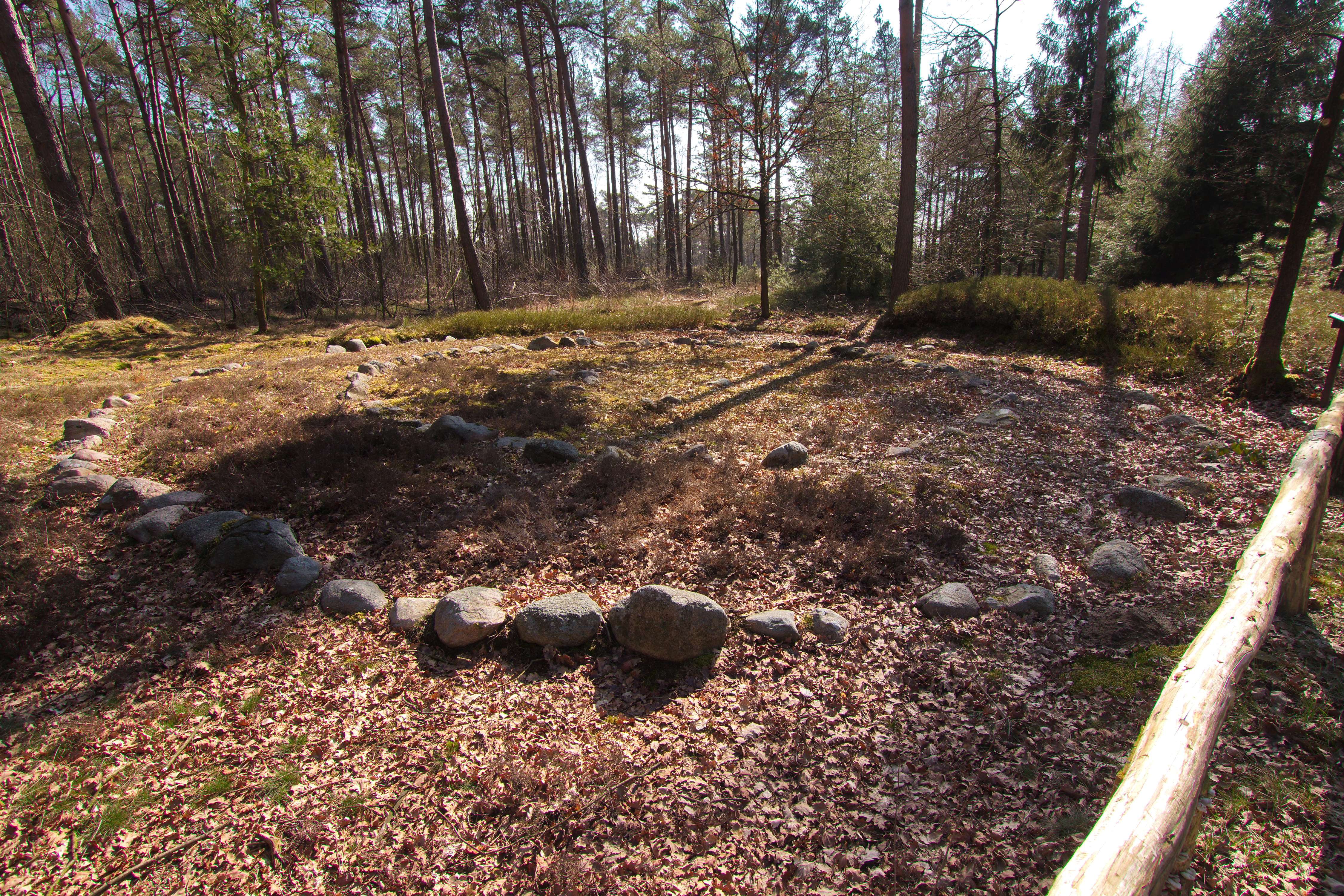
Urgeschichtliche Grabhügel

## Wirtschaft und Infrastruktur
Trotz der landwirtschaftlichen Prägung von Borstel existieren von den ursprünglich sieben nur noch zwei bäuerliche Betriebe.
Eine Biogasanlage produziert im Ort alternative Energie. Auf dem Gebiet des Ortes Borstel befinden sich zudem die Autobahnraststätte Brunautal-Ost sowie die Skianlage „Snowdome“.
Der Ort, in dem es keine Straßennamen gibt, liegt an der L 212, die von Bispingen (Kernbereich) nach Garstedt und Wulfsen führt. Die A 7 verläuft westlich in zwei Kilometer Entfernung.